# Цинаридзе, Арсен Мурманович
Арсен Мурманович Цинаридзе — российский тхэквондист.

## Карьера
Живёт и тренируется в Набережных Челнах, куда приехал из Петропавловск-Камчатского в 2009 году вместе с тренером С. В. Титкиным.
Чемпион Универсиады — 2011.
В 2012 году женился. Его избранницей стала спортсменка, тхэквондистка Дарья Осинцева.
Окончил Набережночелнинский институт социально-педагогических технологий и ресурсов, сейчас учится в аспирантуре вуза и работает спортсменом-инструктором ДЮСШ «Кэмпо».